# Gare du Péage-de-Roussillon
Gare du Péage-de-Roussillon – stacja kolejowa w Le Péage-de-Roussillon, w departamencie Isère, w regionie Owernia-Rodan-Alpy, we Francji.
Jest stacją Société nationale des chemins de fer français (SNCF), obsługiwaną przez pociągi TGV i TER Rhône-Alpes.